# Terremoto del Friuli del 1976
(Frase utilizzata dai friulani come ringraziamento per l'aiuto ricevuto)
(mons. Alfredo Battisti, arcivescovo di Udine, 12 maggio 1976)
Il terremoto del Friuli del 1976 (taramot dal 1976 in Friûl in friulano, soprannominato dai locali Orcolat, Orcaccio in lingua friulana) fu un sisma di magnitudo 6.5 della scala Richter che colpì il Friuli, e i territori circostanti, alle ore 21:00:12 del 6 maggio 1976, con ulteriori scosse l'11 e 15 settembre. È ricordato come il quinto peggior evento sismico che abbia colpito l'Italia nel '900, dopo il terremoto di Messina del 1908 (magnitudo 7,24 con 60 000/80 000 vittime), il terremoto della Marsica del 1915 (magnitudo 7,0 con 30 000 vittime), il terremoto dell'Irpinia del 1980 (magnitudo 6,9 con 3 000 vittime) e il terremoto dell'Irpinia e del Vulture del 1930 (magnitudo 6,7 con 1 400 vittime).

## Il sisma

### La scossa di maggio
La zona più colpita fu quella a nord di Udine. Fu inizialmente indicato che l'epicentro della scossa era nella zona del Monte San Simeone, tuttavia questa indicazione fu smentita dagli studi successivi. Il catalogo parametrico dei terremoti italiani individua un epicentro macrosismico situato tra i comuni di Gemona e Artegna, nelle vicinanze della località Lessi e un epicentro strumentale localizzato più a est fra Taipana e Lusevera, attribuendo all'evento una magnitudo 6,5. Ci sono vari studi sull'epicentro e sulle faglie coinvolte nel sisma, non tutti concordanti. Uno degli studi più citati è quello di Aoudia e altri (2000) che colloca l'epicentro nel gruppo del monte Chiampon, nei pressi di Pradielis e Cesariis. Secondo tale studio, di cui esiste una traduzione in italiano, "il terremoto del Friuli del 1976 è da mettere in relazione ad una piega connessa a faglia che evolve da fagliazione cieca sotto le strutture di basamento del monte Bernadia e del monte di Buia, a faglia semi-cieca sotto la struttura neogenica del monte Susans e che finisce nella piega di Ragogna".

Osoppo devastata dal terremoto

I danni furono amplificati dalle particolari condizioni del suolo, dalla posizione dei paesi colpiti, quasi tutti i posti in cima ad alture, e dall'età avanzata delle costruzioni. I paesi andati distrutti non avevano infatti riportato danni rilevanti nella prima e nella seconda guerra mondiale, a differenza di San Daniele del Friuli che, semidistrutta dai bombardamenti aerei del 1944, aveva dovuto ricostruire gran parte della sua struttura urbana con criteri moderni; la città pagò comunque gravi danni al patrimonio artistico con la devastazione delle chiese e degli antichi palazzi di fattura medievale, e il crollo di una manciata di edifici del centro storico provocò molte vittime. Nonostante gli ingenti danni, ebbero meno morti per i crolli i paesi della Carnia ad ovest del Tagliamento, (Cavazzo, Verzegnis, etc.), in quanto gli edifici, dopo il terremoto del marzo 1928, erano stati riparati o ricostruiti con criteri per l'epoca antisismici, cioè con l'utilizzo di catene e bolzoni per rinforzare le strutture edilizie.

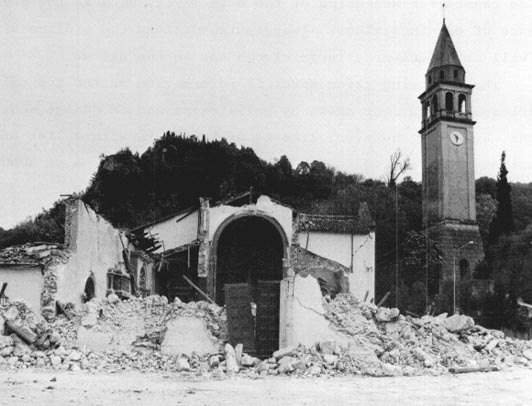
La Pieve di Osoppo dopo il terremoto

La scossa, avvertita in tutto il Nord Italia, investì principalmente 77 comuni italiani con danni, anche se molto più limitati, per una popolazione totale di circa 80.000 abitanti, provocando, solo in Italia, 990 morti e oltre 45.000 senza tetto. Anche la zona dell'alta e media valle del fiume Isonzo, in territorio jugoslavo (in Slovenia) venne colpita, interessando in particolare i comuni di Tolmino, Caporetto, Canale d'Isonzo e Plezzo; In totale vennero danneggiati 12.000 edifici, di cui circa 4.000 distrutti durante o dopo il terremoto, ma non vi furono vittime.

### Le scosse di settembre

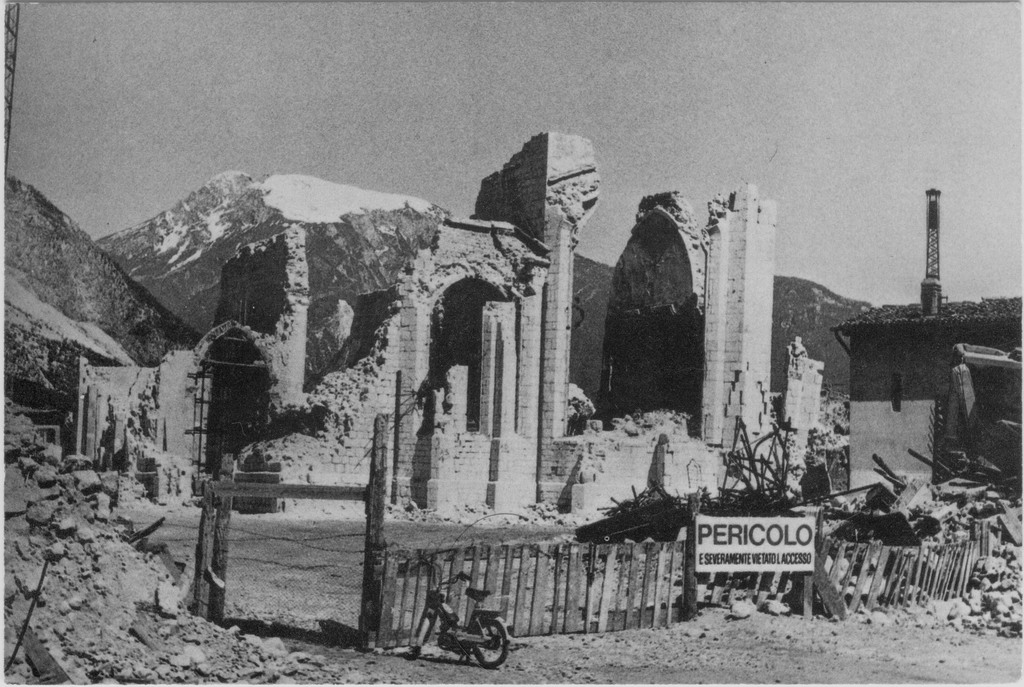
Il duomo di Venzone dopo il terremoto

I danni del terremoto del maggio 1976 furono amplificati da altre due scosse, alla fine dell'estate. L'11 settembre 1976 la terra tremò di nuovo: si verificarono infatti due scosse alle 18:31 (Mw 5.3) e alle 18:35 (Mw 5.6). Il 15 settembre 1976, prima alle ore 5:15 e poi alle ore 11:21, si verificarono due ulteriori forti scosse, rispettivamente di magnitudo 5.9 e 6.0, di cui quella delle 11.21 venne filmata da un cineoperatore Rai a Gemona. I comuni di Trasaghis, Bordano, Osoppo, Montenars, Gemona del Friuli, Buja, Venzone e la frazione di Monteaperta, le località maggiormente colpite, furono fortemente danneggiati. La popolazione di quei comuni fu trasferita negli alberghi di Grado, Lignano Sabbiadoro, Jesolo e altre località marittime. Là furono ospitati anche i terremotati di altri comuni, rimasti senza alloggio.

### Sequenza delle scosse

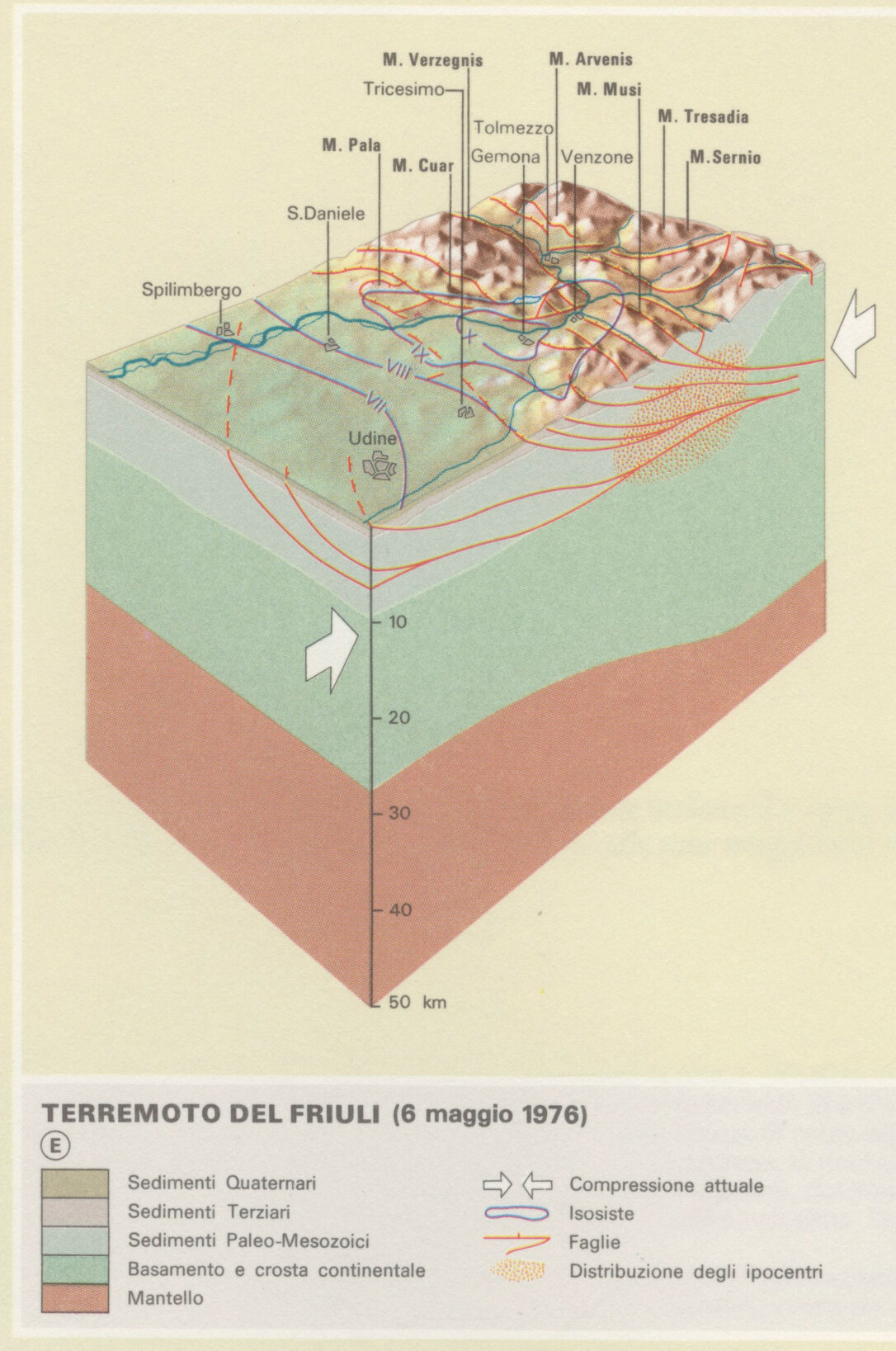
Dinamica endogena del terremoto

Di seguito, la lista dettagliata delle scosse telluriche con magnitudo maggiore o uguale a 4.5 registrate dal 6 maggio 1976 in poi (le scosse con magnitudo compresa tra 5.0 e 5.9 sono evidenziate in blu, mentre le scosse con magnitudo superiore o uguale a 6.0 sono evidenziate in rosso)
| Data              | Ora Locale | Magnitudo | Epicentro         |
| ----------------- | ---------- | --------- | ----------------- |
| 6 maggio 1976     | 20:59      | 4.6       | Taipana           |
| 6 maggio 1976     | 21:00      | 6.5       | Artegna           |
| 7 maggio 1976     | 01:23      | 4.9       | Nimis             |
| 9 maggio 1976     | 01:53      | 5.1       | Nimis             |
| 10 maggio 1976    | 05:35      | 4.5       | Montenars         |
| 11 maggio 1976    | 23:44      | 5.0       | Osoppo            |
| 17 giugno 1976    | 15:28      | 5.2       | Sequals           |
| 11 settembre 1976 | 18:31      | 5.3       | Montenars         |
| 11 settembre 1976 | 18:35      | 5.6       | Tarcento          |
| 15 settembre 1976 | 05:15      | 5.9       | Lusevera          |
| 15 settembre 1976 | 06:38      | 4.8       | Gemona del Friuli |
| 15 settembre 1976 | 11:21      | 6.0       | Gemona del Friuli |
| 15 settembre 1976 | 13:11      | 4.8       | Gemona del Friuli |
| 13 ottobre 1976   | 04:48      | 4.5       | Amaro             |
| 3 aprile 1977     | 04:18      | 4.5       | Gemona del Friuli |
| 17 settembre 1977 | 01:48      | 5.3       | Trasaghis         |
| 18 aprile 1979    | 20:19      | 4.7       | Resia             |

### Lista dei comuni più colpiti

I danni a Pradielis di Lusevera

| Comune                    | Provincia |
| ------------------------- | --------- |
| Amaro                     | Udine     |
| Artegna                   | Udine     |
| Attimis                   | Udine     |
| Bordano                   | Udine     |
| Buja                      | Udine     |
| Cassacco                  | Udine     |
| Cavazzo Carnico           | Udine     |
| Colloredo di Monte Albano | Udine     |
| Chiusaforte               | Udine     |
| Faedis                    | Udine     |
| Forgaria nel Friuli       | Udine     |
| Gemona del Friuli         | Udine     |
| Lusevera                  | Udine     |
| Magnano in Riviera        | Udine     |
| Majano                    | Udine     |
| Moggio Udinese            | Udine     |
| Montenars                 | Udine     |
| Nimis                     | Udine     |
| Osoppo                    | Udine     |
| Pontebba                  | Udine     |
| Ragogna                   | Udine     |
| Resia                     | Udine     |
| Resiutta                  | Udine     |
| San Daniele del Friuli    | Udine     |
| Taipana                   | Udine     |
| Tarcento                  | Udine     |
| Tolmezzo                  | Udine     |
| Trasaghis                 | Udine     |
| Treppo Grande             | Udine     |
| Tricesimo                 | Udine     |
| Venzone                   | Udine     |
| Villa Santina             | Udine     |
| Castelnovo del Friuli     | Pordenone |
| Cavasso Nuovo             | Pordenone |
| Clauzetto                 | Pordenone |
| Fanna                     | Pordenone |
| Maniago                   | Pordenone |
| Meduno                    | Pordenone |
| Frisanco                  | Pordenone |
| Pinzano al Tagliamento    | Pordenone |
| Sequals                   | Pordenone |
| Spilimbergo               | Pordenone |
| Tramonti di Sopra         | Pordenone |
| Tramonti di Sotto         | Pordenone |
| Travesio                  | Pordenone |
| Vito d'Asio               | Pordenone |

### Il sisma in cifre
- Aree colpite: 5.500 chilometri quadrati
- Popolazione colpita: 600mila abitanti
- Morti: 990
- Sfollati: più di 100.000
- Case distrutte: 18.000
- Case danneggiate: 75.000
- Danni al territorio: 4.500 miliardi di lire (oltre 18,5 miliardi di euro del 2010)
- Comuni coinvolti: 45 comuni “rasi al suolo” come Gemona, Artegna, Venzone, Forgaria nel Friuli, Buia, Pinzano al Tagliamento, Monteaperta (frazione di Taipana) e Osoppo, 40 “gravemente danneggiati” e 52 “danneggiati”: tutti fra Udine e Pordenone, più tre soli comuni della provincia di Gorizia[7][13]

## La ricostruzione

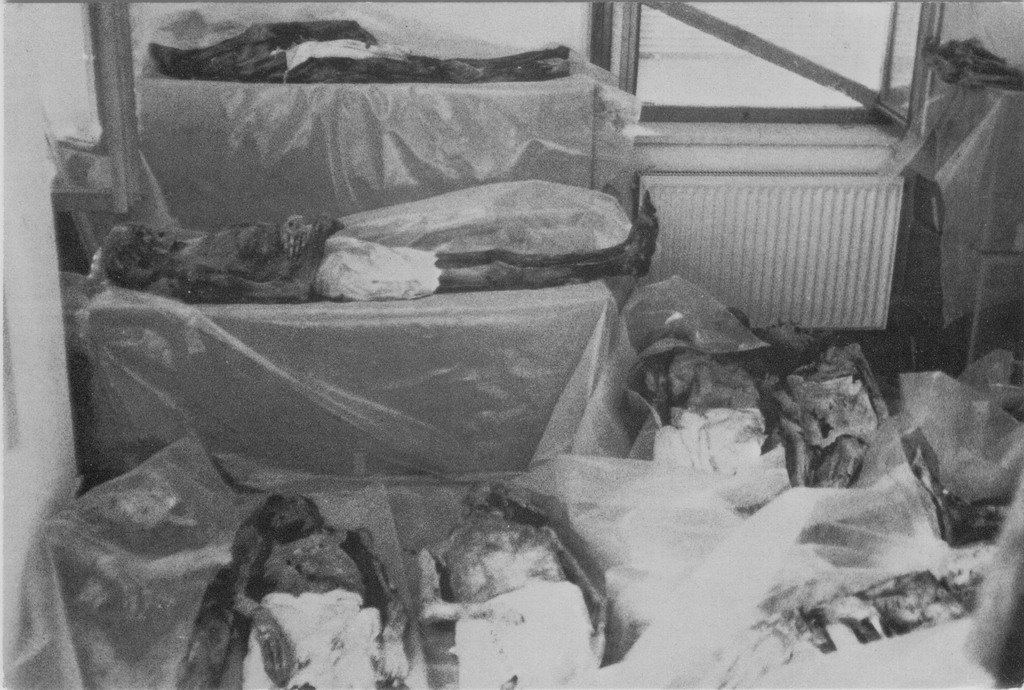
Le mummie di Venzone poste in un deposito temporaneo (luglio 1976)

Nonostante una lunga serie di scosse di assestamento, che continuarono per diversi mesi, la ricostruzione fu rapida e completa.
(Gianni Rodari, 8 maggio 1976, Paese Sera)
L'8 maggio, a due giorni dal sisma, il Consiglio regionale del Friuli-Venezia Giulia stanziò con effetto immediato 10 miliardi di lire. Il Governo Andreotti III nominò il 15 settembre Giuseppe Zamberletti Commissario straordinario del Governo incaricato del coordinamento dei soccorsi. Zamberletti era già stato nominato commissario straordinario per l'emergenza il 7 maggio a 10 ore dall'emergenza. Gli fu concessa carta bianca, salvo approvazione a consuntivo, che regolarmente il Parlamento approvò. In collaborazione con le amministrazioni locali, i fondi statali destinati alla ricostruzione furono gestiti direttamente da Zamberletti assieme al governo regionale del Friuli-Venezia Giulia. Circa 40.000 sfollati passarono l'inverno sulla costa adriatica, per rientrare tutti entro il 31 marzo 1980 in villaggi prefabbricati costruiti nei rispettivi paesi. La ricostruzione totale durò dieci anni secondo il criterio prima le fabbriche, poi le case infine le chiese.
Finito il mandato di Zamberletti, il governo regionale del Friuli-Venezia Giulia, grazie ad un'attenta ed efficiente gestione delle risorse, poté, nell'arco di circa dieci anni, ricostruire interi paesi. Ancora oggi il modo in cui venne gestito il dramma post terremoto, viene ricordato come un alto esempio di efficienza e serietà, il cosiddetto "Modello Friuli" . Il conto dei contributi statali per la ricostruzione del Friuli ammontava a 12.905 miliardi di lire a fine 1995; secondo altre fonti, a 29.000 miliardi di lire. Il motore della ricostruzione fu assicurato da 500 miliardi di lire destinati alla ripresa economica, mentre il resto dei fondi fu affidato in gestione alle amministrazioni locali, che effettuarono controlli efficaci e rigorosi sugli standard di ricostruzione.
Gli Stati Uniti d'America contribuirono generosamente con assistenza subito dopo le prime scosse tramite la vicina Base aerea di Aviano e anche con una grossa somma di denaro (circa 100 milioni di dollari) alla ricostruzione del Friuli e fornirono tende da campo, mezzi ed attrezzature direttamente nelle mani dell'Associazione Nazionale degli Alpini.
Il disastro diede inoltre un importante impulso alla formazione della protezione civile. Nell'aprile 1998 Gemona venne così descritta, dopo una nuova minima scossa, da Luigi Offeddu, inviato del Corriere della Sera: «Gruppi di turisti fotografano il Duomo e passeggiano sotto i portici di via Bini. Duomo e portici che sembrano così com'erano prima del 6 maggio 1976, ma che invece l'orcolat aveva frantumato, e che la gente ha ricostruito pezzo per pezzo secondo il procedimento chiamato anastilosi: raccogliere ogni pietra, numerarla, ricollocarla al suo posto. Ancora oggi, su alcune pietre dei portici si legge un numero. Ma quel numero, insieme a uno spezzone della chiesa della Madonna delle Grazie, è l'unica traccia che ricordi il passaggio dell'orco».